# Genowefa Osiejowa
Genowefa Osiejowa-Cergowska, ps. Pszeniczna (ur. 10 stycznia 1917 w Brzeźnicy Bychawskiej, zm. 3 stycznia 1984 w Cergowej) – polska działaczka ruchu ludowego, członek Krajowej Rady Narodowej (1946–1947), ekonomistka, przewodnicząca Ludowego Związku Kobiet w Okręgu Lubelskim, członkini Komendy Batalionów Chłopskich oraz Rady Naczelnej Polskiego Stronnictwa Ludowego.

## Życiorys

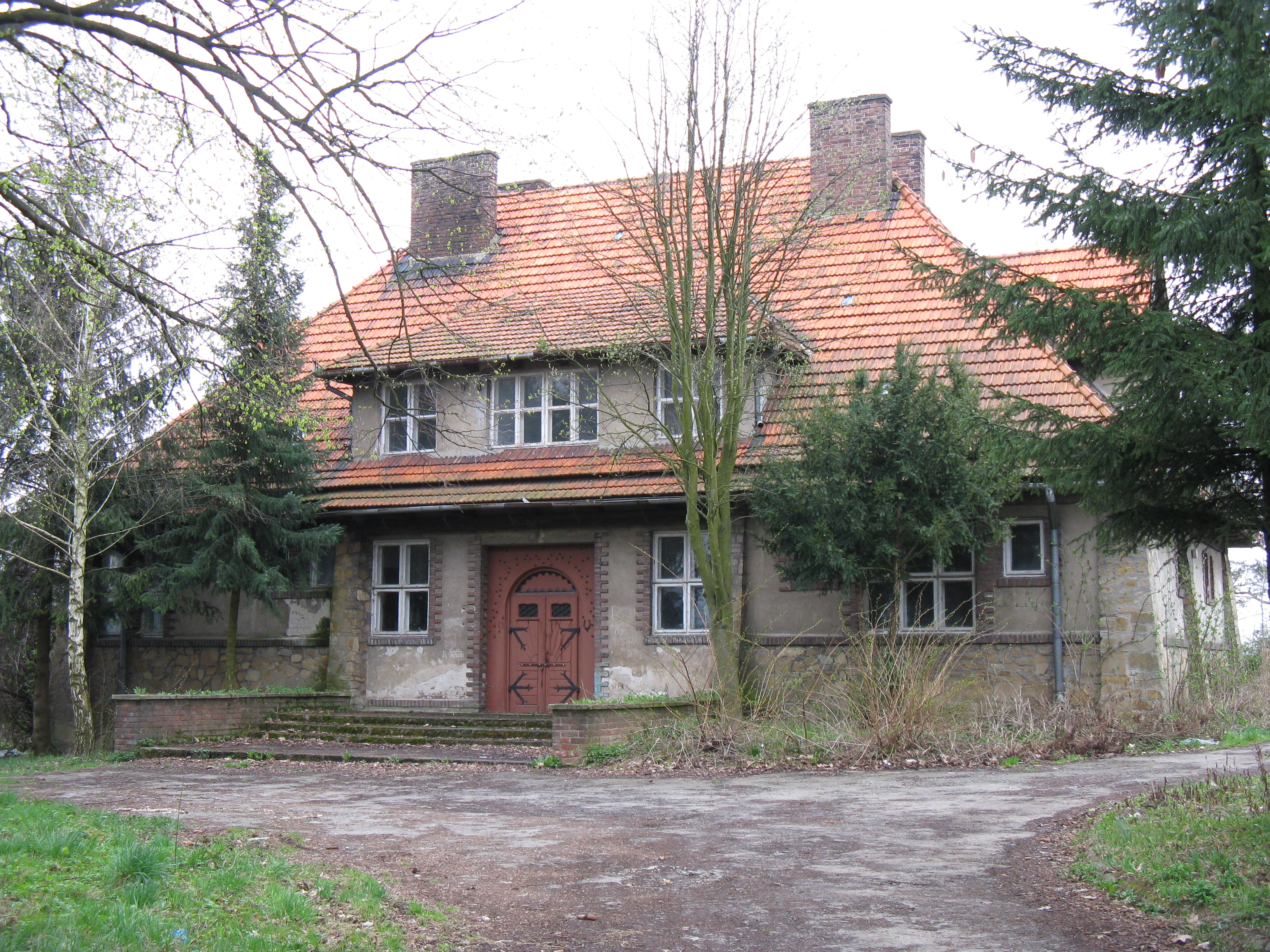
Uniwersytet Ludowy w Gaci, który ukończyła Genowefa Osiejowa

Urodziła się 10 stycznia 1917 jako Genowefa Osior. Ukończyła Orkanowy Uniwersytet ludowy w Gaci Przeworskiej. Przed II wojną światową działała w ZMW „Wici” na terenie powiatu lubartowskiego, a także w Lublinie i Warszawie. 
Podczas okupacji niemieckiej pracowała w lubartowskim oddziale spółdzielni „Społem”. Działała w konspiracji od 1940. Przewodniczyła Ludowemu Związkowi Kobiet na terenie Lubelszczyzny. Była członkiem Komendy Okręgu Lublin Batalionów Chłopskich. 
Po zakończeniu wojny sprawowała funkcję przewodniczącej Zarządu Głównego Ludowego Związku Kobiet. Była także członkiem Rady Naczelnej Polskiego Stronnictwa Ludowego. W okresie 1946–1947 kierowała Wydziałem Kobiecym NKW PSL. 
W grudniu 1945 została zgłoszona przez klub PSL na członka Krajowej Rady Narodowej. Ślubowanie złożyła w styczniu następnego roku. W styczniu 1947 była obserwatorem podczas wyborów do Sejmu Ustawodawczego. W lokalu wyborczym została ciężko pobita. W latach 1953–1954 więziona bez wyroku sądowego za działalność polityczną. 
Po wojnie ukończyła wyższe studia ekonomiczne.
Po 1956 pracowała m.in. jako sekretarz Zarządu Głównego Związku Zawodowego Pracowników Spółdzielni Pracy. Publikowała w czasopismach.
Pochowana na wojskowych Powązkach w Warszawie.

## Publikacje
- Genowefa Cergowska, Matki partyzantów. Ludowa Spółdzielnia Wydawnicza, Warszawa 1974

## Odznaczenia
- Złoty Krzyż Zasługi
- Krzyż Partyzancki
- Odznaka Zasłużony Działacz Ruchu Spółdzielczego
- Pamiątkowy Medal z okazji 40. rocznicy powstania Krajowej Rady Narodowej (1983)[2]